# (4585) Ainonai
(4585) Ainonai est un astéroïde de la ceinture principale.

## Description
(4585) Ainonai est un astéroïde de la ceinture principale. Il fut découvert le 16 mai 1990 à Kitami par Kin Endate et Kazuro Watanabe. Il présente une orbite caractérisée par un demi-grand axe de 2,73 UA, une excentricité de 0,24 et une inclinaison de 10,6° par rapport à l'écliptique.

## Compléments